# Beregowoje
Beregowoje (russisch Береговое, deutsch Patersort, lit. Beregovojė) ist ein Ortsteil der Stadt Laduschkin in der russischen Oblast Kaliningrad (Gebiet Königsberg (Preußen)) im ehemaligen Ostpreußen.

## Geographische Lage
Beregoboje liegt auf einer malerischen Steilküste am Frischen Haff mit ihren früher so genannten Haffbergen und ihren vielen Findlingen. Bis zum südöstlich gelegenen Zentrum der Kleinstadt Laduschkin (Ludwigsort) sind es zwei Kilometer. Dort verläuft die russische Fernstraße A 194 (ehemalige deutsche Reichsstraße 1, heute auch Europastraße 28), und es besteht Anschluss an die Bahnstrecke Malbork (Marienburg) – Braniewo (Braunsberg) – Mamonowo (Heiligenbeil) – Kaliningrad (Königsberg (Preußen)), der früheren Preußischen Ostbahn.

## Geschichte
Die Entstehung des früheren Patersort ist nicht überliefert. Sie dürfte zurückgehen auf eine Siedlung, die als Fischerdorf später an Bedeutung gewann. Lange Jahre gehörte Patersort zur Domäne Uschakowo (Brandenburg (Haff)).
Im Jahre 1874 wurde aus den Landgemeinden Patersort und Schwanis (heute russisch: Sosnowka) sowie den Gutsbezirken Charlottenthal (Dubki) und Ludwigsort (Laduschkin) der Amtsbezirk Ludwigsort gebildet. 1928 wurde ein kleiner Teil der Landgemeinde Schwanis in die Landgemeinde Patersort eingegliedert. Bis 1945 blieb die Gemeinde Patersort, die 1939 insgesamt 221 Einwohner zählte, zum Amtsbezirk Ludwigsort zugehörig. Sie gehörte zum Landkreis Heiligenbeil im Regierungsbezirk Königsberg in der preußischen Provinz Ostpreußen.
Nach 1945 kam Patersort unter sowjetische Administration und erhielt 1947 die Ortsbezeichnung Beregowoje.  Es gehört heute zur Stadt Laduschkin im Stadtkreis Laduschkin der Oblast Kaliningrad.

## Kirche
Bei bis 1945 überwiegend evangelischer Bevölkerung war Patersort bis 1945 in das Kirchspiel der Kirche Pörschken eingepfarrt. Es gehörte zum Kirchenkreis Heiligenbeil (Mamonowo) in der Kirchenprovinz Ostpreußen der Kirche der Altpreußischen Union. Letzter deutscher Geistlicher in Pörschken war Pfarrer Bruno Link. Heute gehört Beregowoje zum Pfarrbezirk der evangelisch-lutherischen Auferstehungskirche in Kaliningrad.

## Schule
Mitte des 19. Jahrhunderts wurde in Patersort eine zweistufige Schule errichtet und bereits 1912 erheblich erweitert. Viele Jahre lang gingen damals auch die Schulkinder aus Ludwigsort (Laduschkin) und Schölen (Wetrowo) in Patersort zum Unterricht. Erst als Ludwigsort eine eigene Schule erhielt, wurde die in Patersort einstufig.